# Ken Levine

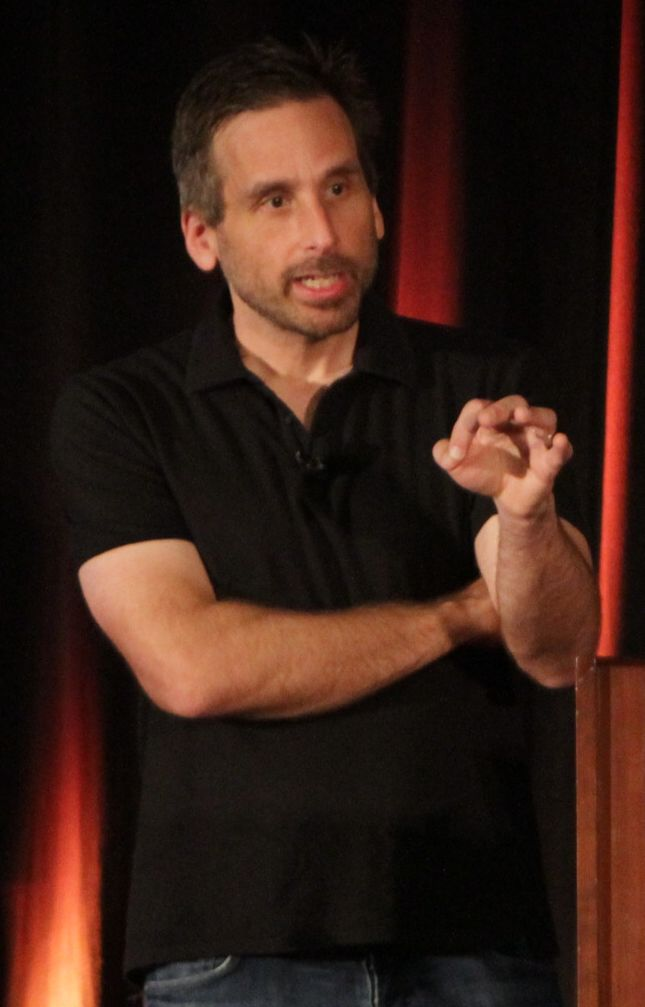
Ken Levine (2014)

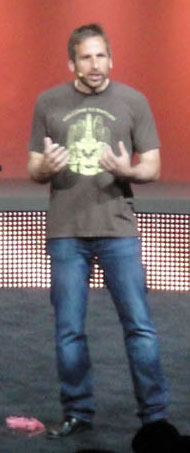
Ken Levine na targach E3 w 2011 roku na konferencji prasowej firmy Sony

Ken Levine (ur. 1 września 1966) – amerykański projektant gier komputerowych, współzałożyciel studia Irrational Games. Kierował pracami nad wielokrotnie nagradzaną grą komputerową BioShock; serwis Game Informer nazwał go gawędziarzem dekady, a serwis 1UP nadał mu w 2007 roku tytuł osoby roku.

## Kariera

### Początki
Studiował na Vassar College w Poughkeepsie w stanie Nowy Jork. Przeprowadził się do Los Angeles by rozpocząć karierę filmową, m.in. napisał tam dwa scenariusze. W 1995 roku został zatrudniony jako twórca gier w Looking Glass Studios odpowiadając na ogłoszenie zamieszczone w Next Generation Magazine. Współpracował wtedy z Dougiem Churchem przy projektowaniu gry Thief: The Dark Project.

### Irrational Games
W 1997 roku Levine opuścił studio Looking Glass i wraz z dwójką swoich współpracowników: Jonathanem Cheyem i Robertem Fermierem założył studio Irrational Games. Pierwszą grą nowego studia był System Shock 2, bezpośredni sequel wydanego w 1993 roku przez studio Looking Glass System Shock. Ken Levine był jej głównym autorem i projektantem. Gra ukazała się w 1999 roku i zdobyła uznanie krytyków.
Następnymi projektami studia były gry Freedom Force, Tribes: Vengeance i SWAT 4, przy którym Levine pracował jako autor i główny producent. Jednak ich najambitniejszym projektem od 2002 roku była gra BioShock. Projekt przeszedł liczne zmiany w zakresie założeń i rozgrywki, a został ukończony w 2007 roku, krótko po sprzedaży studia Irrational Games firmie Take-Two Interactive.
Ostatnią grą Levine'a był BioShock Infinite. Gra miała swoją premierę 26 marca 2013 roku.